# 逆使役態
逆使役態（ぎゃくしえきたい、英語: anticausative、antic)、もしくは反使役とは、使役的な意味をもった他動詞が非他動詞化の標示を受け、動作主が表現されない態。バントゥー研究の伝統では「状態化接尾辞」と呼ばれてきた。このたぐいの構文は、スワヒリ語などのバントゥー語群に見られる。また、アイヌ語にも見られる。

## 受動態との違い
受動態の接尾辞と区別されるため別の態であるとされる。

## 例

### スワヒリ語
i-me-vunj-ika
3SG-PERF-壊す-ANTIC
「それは壊れている」
i-me-poto-ka
3SG-PERF-ねじる-ANTIC
「それはねじれている」

### アイヌ語
アイヌ語には、si-とyay-という二つの再帰的な接辞があり、前者が逆使役態に対応し、後者が再帰態に対応する。
∅=si-pusu
3SG/3PL.SUBJ=ANTIC-起こす
「彼が自ずから浮かび上がる」
mintar
土間
ka
上
ta
LOC
aynu
人
kurmam
影
ci-si-pusu-re
1PL.EXCL.SUBJ=ANTIC-起こす-CAUS
「土間の上に人間の影が現れた」 
∅=yay-pusu
3SG/3PL.SUBJ=REFL-起こす
「彼が自分の力で（泳いで）浮かび出る」
hekaci
男の子
pet
川
or
所
un
ALL
raw-kus-te
水中-通る-CAUS
ayne
やがて
∅=yay-pusu
3SG.SUBJ=REFL-起こす
「男の子が川の中へくぐってやがて浮び出た（「自分の力で泳いで浮び出る」の意味）」